# Eduard von Behrens
Eduard von Behrens (ur. w maju 1877 w Nowym Dworze Mazowieckim, zm. 11 stycznia 1940 w Bydgoszczy) – rosyjski konsul generalny, niemiecki przedstawiciel dyplomatyczny, działacz mniejszości niemieckiej w Polsce, współzałożyciel Deutscher Volksverband in Polen, wydawca „Lodzer Freie Presse”.

## Życiorys
Behrens był synem pastora – Ludwika Behrensa i Aurelii z domu Helbing. Był absolwentem Gimnazjum Rosyjskiego w Warszawie, następnie ukończył Petrischule w Petersburgu, a następnie ukończył studia na Uniwersytecie w Petersburgu z zakresu historii, archeologii i języków wschodnich, uzyskując tytuł doktora. Od 1905 pracował w Ministerstwie Spraw Zagranicznych Imperium Rosyjskiego, początkowo jako referent, sekretarz, a następnie jako wicekonsul i konsul generalny przez okres 3 lat. Jako pracownik konsularny przebywał w Szanghaju, Turkiestanie i Mandżurii.
Podczas I wojny światowej pracował w Departamencie prasowym jako tłumacz. Po rewolucji bolszewickiej zamieszkał w Warszawie, początkowo pracując jako referent do spraw Kościoła Ewangelickiego w Ministerstwie Wyznań Religijnych i Oświecenia Publicznego w okresie rządów J. Moraczewskiego oraz dyrektor agendy Zgromadzenia Kupców Polskich w Warszawie. Behrens był również przedstawicielem dyplomatycznym Niemiec w Warszawie, tajnym informatorem biura wywiadowczo-prasowego oraz członkiem warszawskiej Loży Masońskiej. Stał także na czele zarządu założonego 8 maja 1921 w Łodzi Deutschtumsbund zur Wahrung der Minderheitsrechte, gdzie zajmował się redagowaniem skarg do Ligi Narodów przeciw Polsce. W 1922 kandydował do sejmu z listy bloków mniejszości narodowych.
Następnie w latach 1921–1923 był wydawcą „Lodzer Freie Presse” w Łodzi, dyrektorem i organizatorem nacjonalistycznego Towarzystwa Wydawniczego Libertas przy ul. Piotrkowskiej 86 w Łodzi. W 1924 był współzałożycielem partii mniejszości niemieckiej Deutscher Volksverband in Polen. Następnie przeniósł się do Bydgoszczy. Ze względu na podejrzenie o szpiegostwo był trzykrotnie skazany na karę więzienia, raz 5 miesięcy i 15 dni, drugi – 2 miesiące, trzeci – 2 miesiące, ale ze względu na stan zdrowia, trzecie skazanie zakończyło się aresztem domowym. Po wybuchu II wojny światowej był internowany, wziął udział w marszu śmierci do Łowicza.